# Josef Kling

Josef Kling

Josef Kling (* 19. März 1811 in Mainz; † 1. Dezember 1876 in London) war ein deutscher Schachspieler und Studienkomponist.

## Leben
Josef Kling war ursprünglich Kirchenmusiker und Musiklehrer. 1834 zog er nach Paris und verdiente seinen Lebensunterhalt durch Schachspielen im Café de la Régence. 1837 ließ er sich dann in London nieder.
1836 veröffentlichte er in der Schachzeitschrift Le Palamède eine berühmt gewordene Analyse des Endspiels Turm und Läufer gegen Turm, die 1847 von Howard Staunton in sein Werk Chess Player’s Handbook übernommen wurde. 1849 veröffentlichte Kling das Buch The Chess Euclid, eine Sammlung von 200 Schachproblemen. Zusammen mit Bernhard Horwitz brachte er 1851 das Staunton gewidmete Buch Chess studies heraus, welches überwiegend Endspielstudien enthielt. In einer Buchbesprechung schrieb Tassilo von Heydebrand und der Lasa über den Unterschied zwischen Problem und Studie: Die Positionen unterscheiden sich von denen der sehr beliebten Probleme zunächst dadurch, dass sie äußerst natürlich und so sind, wie sie leicht am Schluss einer wirklichen Partie eintreten. Ferner besteht aber die zuweilen sehr schwer zu lösende Aufgabe nicht darin, unter Bedingungen in gemessenen Zügen das Matt zu erreichen, sondern nur zu einer günstigen Position zu gelangen, wobei die Zahl der Züge weniger wichtig ist.
Zwischen 1851 und 1853 gaben Kling und Horwitz die Zeitschrift The Chess Player heraus, in der sie weitere Studien veröffentlichten. Am 1. Juni 1852 eröffnete Kling in der New Oxford Street in London das Schachcafé Kling’s Chess and Coffee Rooms, das bis 1859 bestand und u. a. von William Davies Evans oft besucht wurde. Kling blieb bis zu seinem Tod in der Schachszene präsent und war Ehrenmitglied des City of London Chess Club.
|   | a | b | c | d | e | f | g | h |   |
| 8 |   |   |   |   |   |   |   |   | 8 |
| 7 |   |   |   |   |   |   |   |   | 7 |
| 6 |   |   |   |   |   |   |   |   | 6 |
| 5 |   |   |   |   |   |   |   |   | 5 |
| 4 |   |   |   |   |   |   |   |   | 4 |
| 3 |   |   |   |   |   |   |   |   | 3 |
| 2 |   |   |   |   |   |   |   |   | 2 |
| 1 |   |   |   |   |   |   |   |   | 1 |
|   | a | b | c | d | e | f | g | h |   |

Mit der Einführung einer zweiten Variante vervollkommnet der Autor eine Mansube aus dem 13. Jahrhundert:

Lösung:

1. Ta4 Dxa4 2. Th3+ K~4 3. Th4+ Spieß A

1. … Dc8 2. Th3+ Dxh3 3. Ta3+ Spieß B als Echo
Auf jeden anderen schwarzen Zug folgt entweder Th3 matt oder sofortiger Damenverlust.

## Werke
- The Chess Euclid. A Collection of two hundred Chess Problems and End-Games (London 1849)
- Kling / Horwitz: Chess studies; or endings of games (London 1851)

## Weblink
- Kompositionen von Josef Kling auf dem PDB-Server der Schwalbe

| Personendaten    | Personendaten                                   |
| ---------------- | ----------------------------------------------- |
| NAME             | Kling, Josef                                    |
| KURZBESCHREIBUNG | deutscher Schachspieler und Studienkomponist    |
| GEBURTSDATUM     | 19. März 1811                                   |
| GEBURTSORT       | Mainz, Département du Mont-Tonnerre, Frankreich |
| STERBEDATUM      | 1. Dezember 1876                                |
| STERBEORT        | London                                          |